# Lawrence O'Donnell
Lawrence Francis O'Donnell, Jr. (Boston, Massachusetts, Estats Units, 7 de novembre de 1951) és un presentador. És l'amfitrió de The Last Word amb Lawrence O'Donnell, un programa de notícies i opinió que es transmet a MSNBC de dilluns a divendres a la nit.
Abans d'aconseguir el seu propi xou a la xarxa de cable, O'Donnell sovint va omplir com a amfitrió de Countdown with Keith Olbermann a MSNBC.
O'Donnell també ha aparegut com a analista polític a The McLaughlin Group, The Al Franken Show, i Countdown with Keith Olbermann. Va ser productor i escriptor de la sèrie NBC The West Wing (i va jugar el paper del pare del president en flashbacks) i creador i productor executiu de Mister Sterling. També és un actor i productor de cinema ocasional, que apareix com a personatge recurrent de Big Love que retrata un advocat.
O'Donnell va començar la seva carrera política com a ajudant del senador nord-americà Daniel Patrick Moynihan i va ser director general del Comitè de Finances del Senat. S'ha qualificat d'un "socialista europeu pràctic".